# Tachiadenus carinatus
Tachiadenus carinatus là một loài thực vật có hoa trong họ Long đởm. Loài này được (Desr.) Griseb. miêu tả khoa học đầu tiên năm 1839.